# 和平镇 (漳平市)
和平镇，是中华人民共和国福建省龙岩市漳平市下辖的一个乡镇级行政单位。

## 行政区划
和平镇下辖以下地区：
和平村、和春村、春尾村、下墘村、安靖村、东坑村和菁坑村。